# Alkyl-lysophospholipide
Un alkyl-lysophospholipide (ALP) est un analogue synthétique de 2-lysophosphatidylcholine (LCP) résultant de la substitution d'un groupe acyle par un groupe alkyle pour le rendre stable in vivo — les ALP ne sont pas métabolisés aussi facilement que les LCP — et doué de propriétés pharmaceutiques anticancéreuses en agissant au niveau des membranes cellulaires par interférence avec la signalisation lipidique pour provoquer l'apoptose des cellules malignes tout en demeurant relativement sans effets sur les cellules saines.
Plusieurs alkyl-lysophospholipides, tels que l'édelfosine, la miltéfosine et la périfosine, font ainsi l'objet de développements comme traitements contre le cancer et diverses autres pathologies.